# Chiesa dei Santi Lorenzo, Biagio e Donato
La chiesa di Lorenzo, Biagio e Donato è un piccolo edificio religioso che sorge, a Savona, su una collinetta un tempo dominante sulla valle del Letimbro e oggi circondata dal quartiere popolare di Villapiana.

## Caratteristiche
La chiesetta è di modeste dimensioni, a navata unica con presbiterio quadrato e campanile a vela. L'interno è semplice e privo di decorazioni. Presenta un unico altare, quello maggiore, sormontato da una tela raffigurante i santi titolari. La prima citazione risale al 1178, anche se l'attuale edificio è un rifacimento del 1462. Le origini, secondo alcuni, potrebbero risalire addirittura al VII secolo, considerando l'intitolazione a San Donato che solitamente è legata alla popolazione Longobarda. Nel 1589 all'originale titolo di San Donato, fu affiancato quello di san Lorenzo e san Biagio. La chiesa è divenuta parrocchia autonoma nel 1969 per venire incontro alle crescenti esigenze del quartiere in forte espansione edilizia in quegli anni. Fu sostituita dal 1972 con una nuova chiesa, che ha la stessa intitolazione, costruita poco più a valle.